# 三菱・フリーカ
フリーカ（Freeca）はアジア新興国向けに三菱自動車工業が生産していたMPV（多目的車）である。フィリピンではアドベンチャー（Adventure）、インドネシアではクダ（Kuda）、ベトナムではジョリー（Jolie）と名乗る。三菱自動車が展開する「ダイナミックファミリーワゴン（DYNAMIC FAMILY WAGON:DFW）」シリーズ。

## 概要
1997年に台湾で DFW の第一弾として発売された。
ドアをはじめ、多くの部品を2代目パジェロから流用している。ワゴンの最上級グレードはスーパーエクシードである。
エンジンは直列4気筒1600ccの4G18型SOHC16バルブ、2000ccの4G63型SOHC16バルブの各ガソリンの他、2500ccの4D56型SOHC8バルブディーゼルがあり、仕向け地により異なる。
トランスミッションは当初5速MTのみであったが、4速ATが追加設定されている。
乗車定員は地域の税制により、1列目がセパレートシートの5人乗り( 2 + 3 )から、1・2列目ベンチシート、荷室が向かい合わせの10人乗り( 3 + 3 + 2 × 2 )まで存在する。
マイナーチェンジを受けており、2004年モデルより一部の商用グレードを除き、ブーレイ顔にフェイスリフトされている。
台湾ではピックアップトラック仕様も存在した。

## 歴史
- 1997年9月：台湾で生産開始[1]。
- 1998年1月：フィリピンで「三菱・アドベンチャー」の名で生産開始（DFW第二弾）[2]。
- 1999年3月：インドネシアで「三菱・クダ」の名で生産開始（DFW第三弾）[3]。1600ccエンジンを搭載。
- 2000年3月：中国で「三菱・富利卡」の名で生産開始。
- 2005年：インドネシアのクダが生産終了。多目的車であるスズキ・APVのOEMであるメイブンにバトンタッチすることとなった。
- 2007年：台湾、ベトナムでの製造を終了。多目的車であるジンガーにバトンタッチすることとなった。
- 2010年：中国での製造を終了。東南汽車で2008年から販売しているジンガーにバトンタッチすることとなった。フィリピン製のアドベンチャーのみ生産継続。
- 2017年10月：翌年導入される排ガス基準に対応できないため、フィリピンでの生産を終了[4]。
- 2018年初頭：フィリピンで販売終了。後継車はインドネシアから輸入されるエクスパンダー。

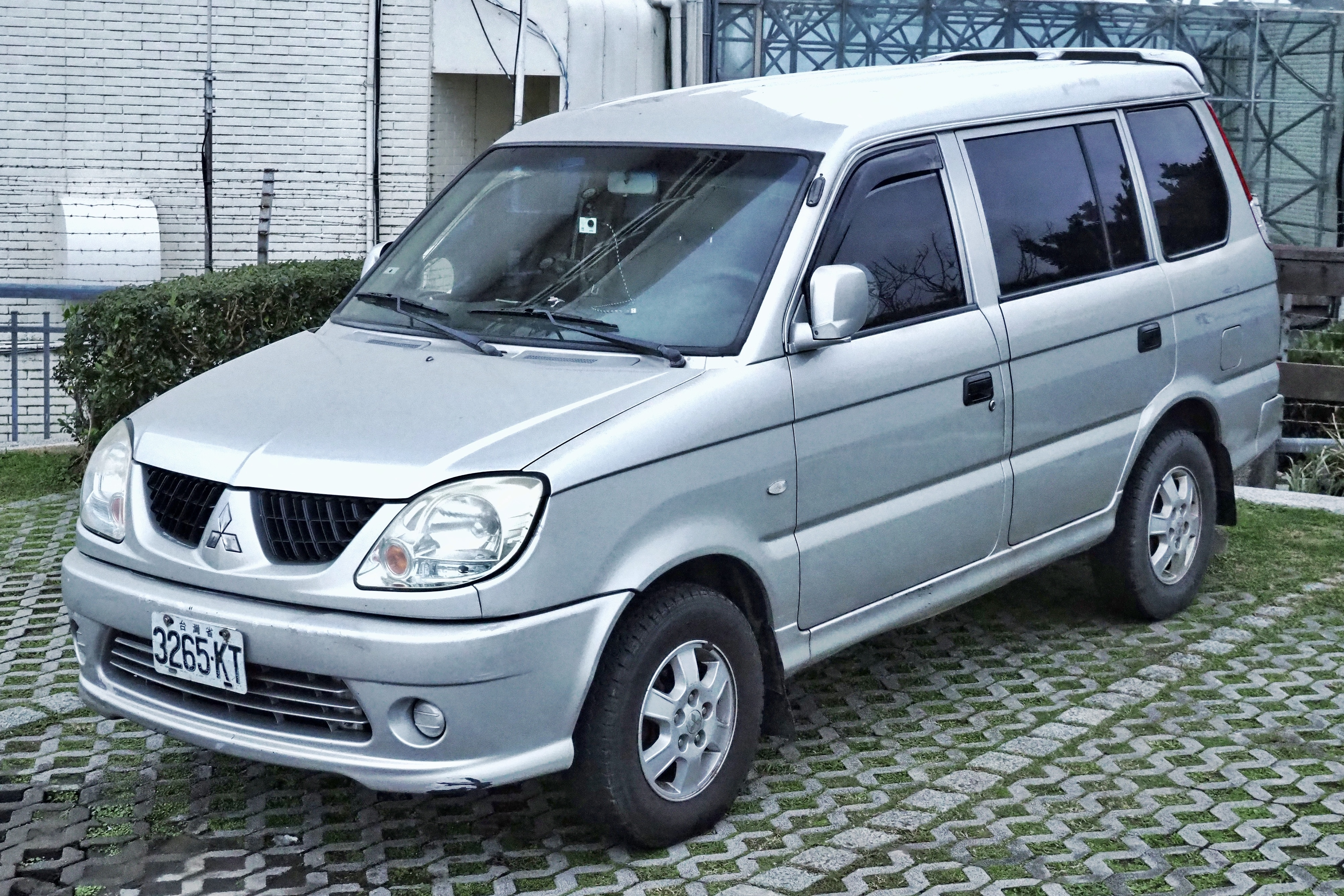
フリーカ(後期)
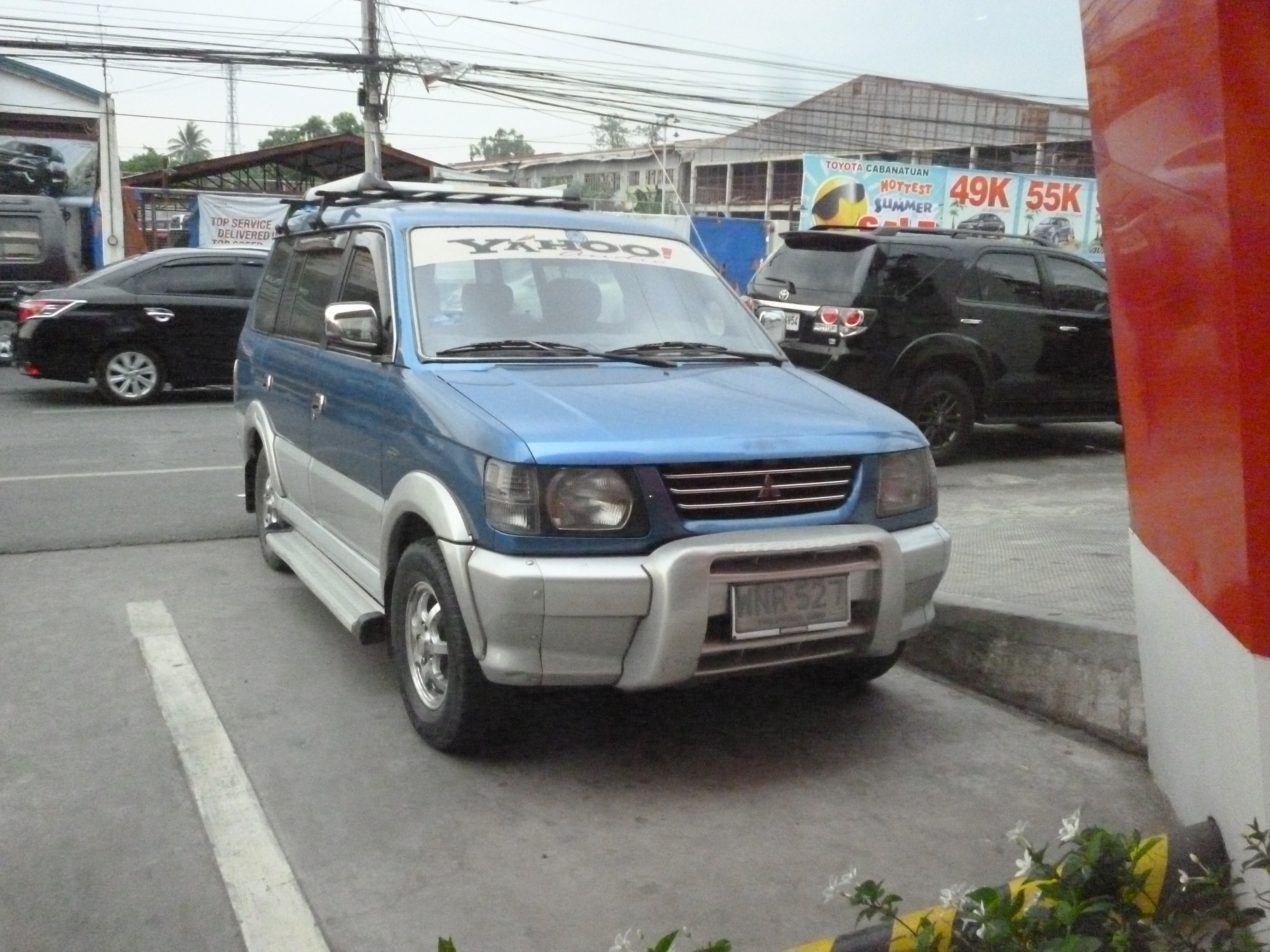
アドベンチャー(前期)
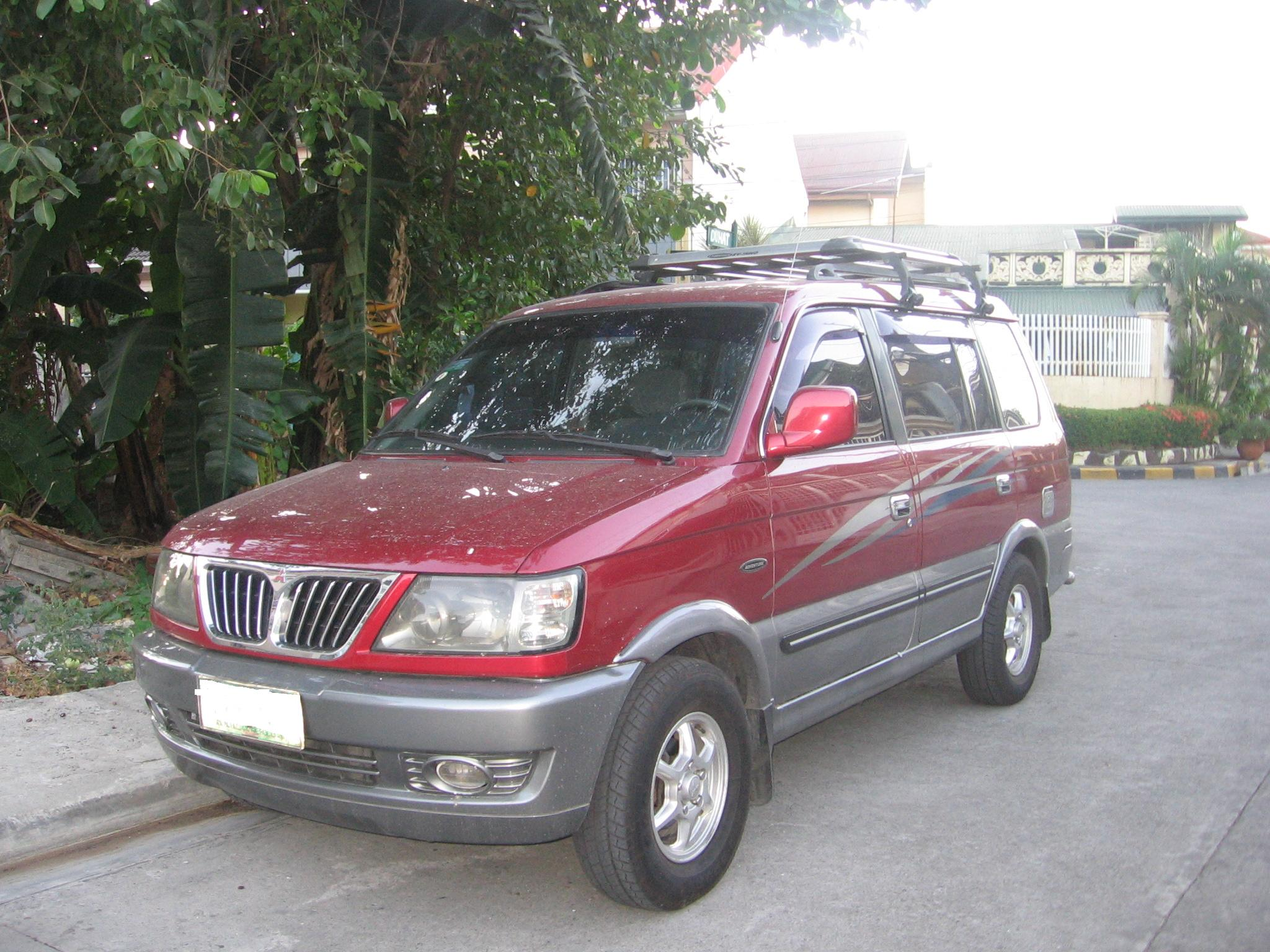
中アドベンチャー(中期)
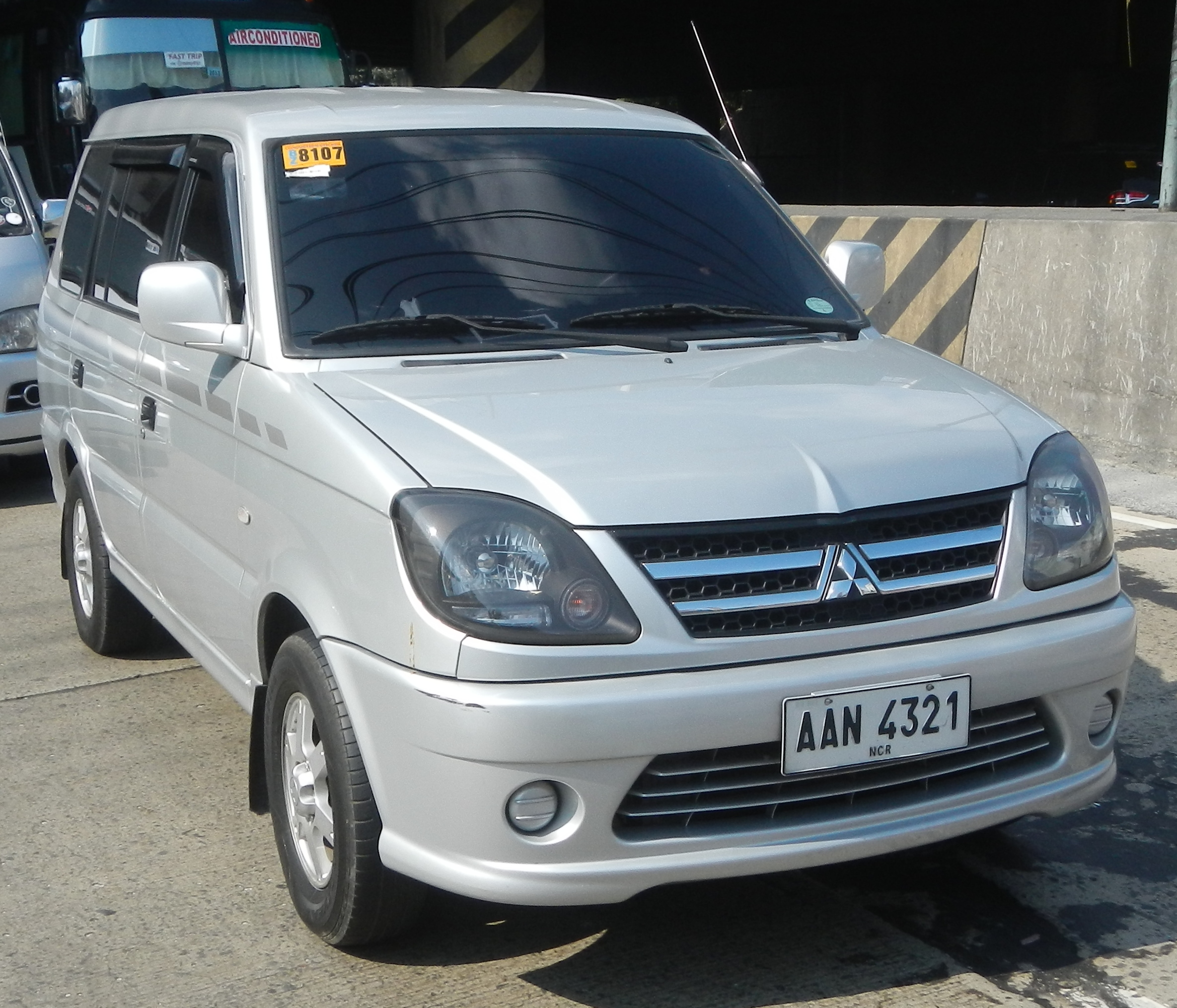
アドベンチャー(後期)
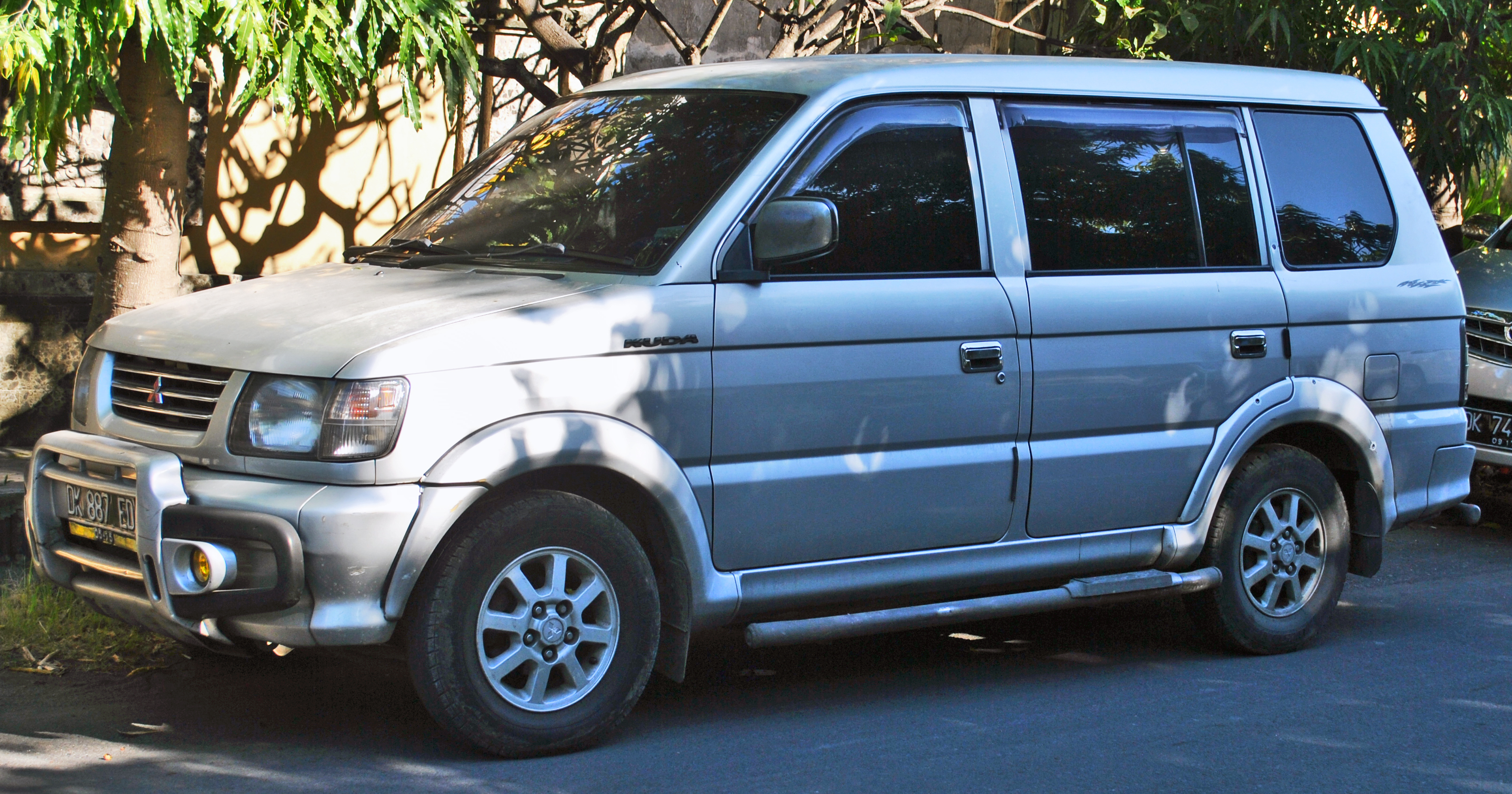
クダ(前期)
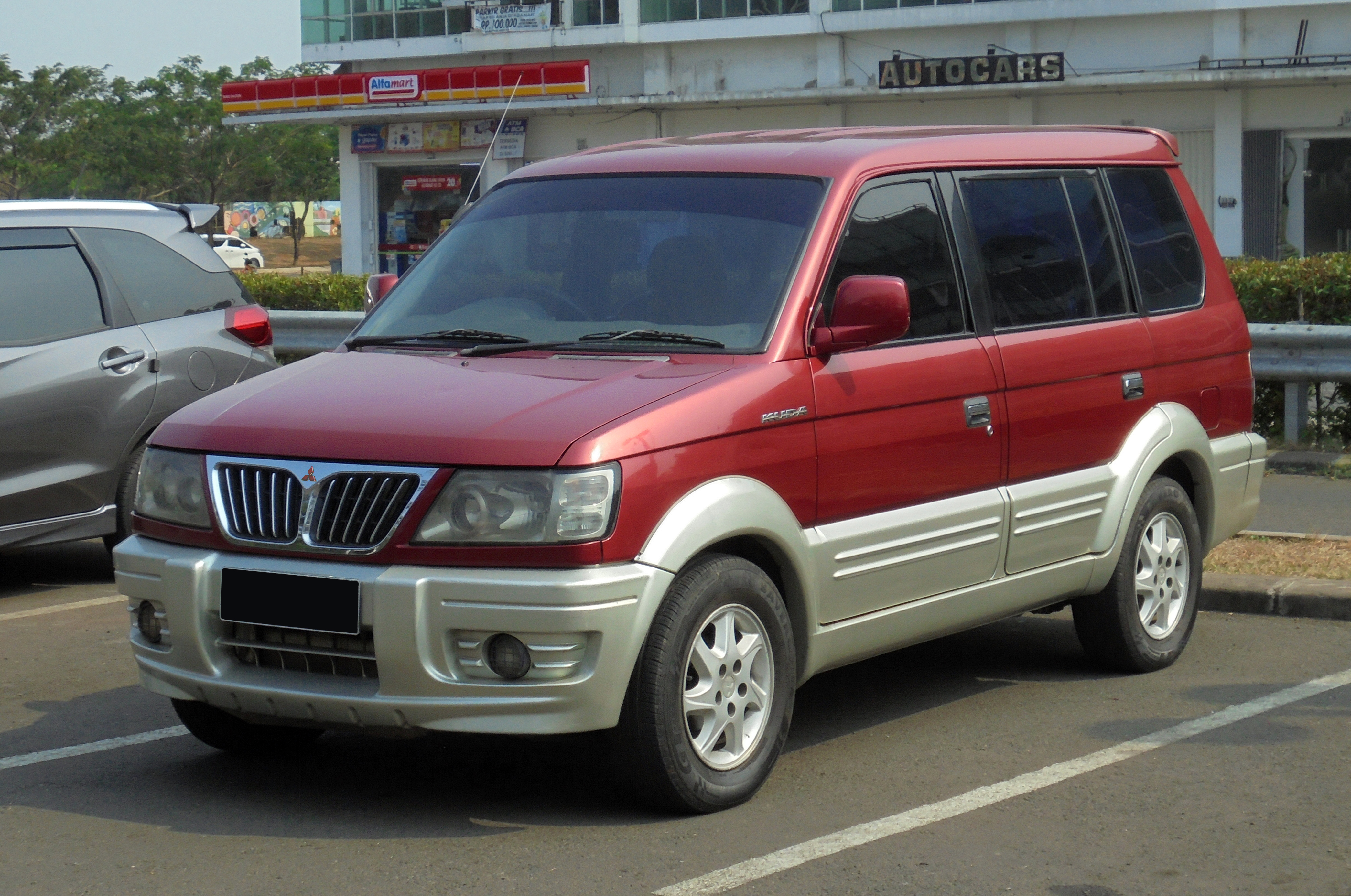
クダ(後期)

## 生産台数
（出典：ファクトブック、ファクトブック 2002、ファクトブック 2005(英語)、ファクトブック 2010、ファクトブック 2012、ファクトブック 2017ファクトブック 2019）
|        | 中華汽車 | 東南汽車 | MMPC   | KKM    |
| ------ | -------- | -------- | ------ | ------ |
| 1998年 | 16,008   | -        | 6,258  | 50     |
| 1999年 | 14,653   | -        | 4,775  | 6,847  |
| 2000年 | 17,044   | 1,050    | 6,729  | 20,916 |
| 2001年 | 13,531   | 7,350    | 7,714  | 4,776  |
| 2002年 | 15,327   | 12,630   | 10,043 | 11,319 |
| 2003年 | 11,800   | 13,800   | 3,921  | 7,350  |
| 2004年 | 11,359   | 7,458    | 5,868  | 5,670  |
| 2005年 | 12,479*  | 4,163    | 5,876  | 825    |
| 2006年 | 4,791*   | 1,911    | 4,560  | -      |
| 2007年 | 6,682*   | 1,650    | 6,033  | -      |
| 2008年 | -        | 721      | 4,570  | -      |
| 2009年 | -        | 503      | 5,986  | -      |
| 2010年 | -        | 484      | 7,390  | -      |
| 2011年 | -        | -        | 6,712  | -      |
| 2012年 | -        | -        | 6,062  | -      |
| 2013年 | -        | -        | 7,154  | -      |
| 2014年 | -        | -        | 6,237  | -      |
| 2015年 | -        | -        | 7,204  | -      |
| 2016年 | -        | -        | 11,376 | -      |
| 2017年 | -        | -        | 8,128  | -      |

*フリーカとジンガーの合計台数

## 製造工場
- 中華汽車（台湾）
- 東南汽車（中国）
- ビナ・スター・モーターズ（ベトナム）
- ミツビシ・モーターズ・フィリピン（フィリピン）
- PT・クラマ・ユダ・クスマ・モーターズ（インドネシア）